# Pat Travers

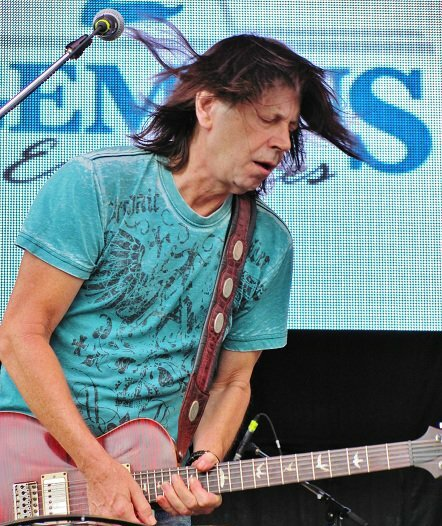
Pat Travers (2014)

Pat Travers (* 12. April 1954 in Toronto) ist ein kanadischer Rock-Gitarrist und Sänger.

## Biografie
Travers fing bereits mit 12 Jahren an Gitarre zu spielen. Ihn faszinierten und inspirierten Künstler wie Jimi Hendrix, Jeff Beck und Eric Clapton. Die erforderliche E-Gitarre, in Form einer Gibson Les Paul, hatte er sich bald zugelegt. Schon sehr früh spielte Travers in Bands. „Red Hot“ war der Name seiner ersten Band.

## Equipment
Travers spielt eine 1983er Double-Cutaway „Les Paul“, inklusive Kahler-Vibrato und EMG-Pickups. Er besitzt neben dieser Gitarre noch weitere Gibson-Modelle. Zu Hause spielt er meistens eine pinkfarbige 1986er Fender Reissue-Stratocaster, die er ebenfalls wie die Les Paul auf EMG-Pickups umrüstete. Die Stratocaster übernimmt auch die meisten „Clean-Sound Parts“ bei seinen Songs, da ihm der Clean-Sound der Stratocaster besser gefällt als der der Les Paul.
Meistens spielt Travers einen 100-Watt Peavey Classic Amp. Auf Konzerten kommt aber auch des Öfteren ein Marshall 100-Watt Top aus der 900er Serie zum Einsatz.
Sowie ein Blackstar Topteil.

## Diskografie

### Alben
| Jahr | Titel                                       | Höchstplatzierung, Gesamtwochen, AuszeichnungChartplatzierungen (Jahr, Titel, Platzierungen, Wochen, Auszeichnungen, Anmerkungen) | Höchstplatzierung, Gesamtwochen, AuszeichnungChartplatzierungen (Jahr, Titel, Platzierungen, Wochen, Auszeichnungen, Anmerkungen) | Anmerkungen |
| Jahr | Titel                                       | UK | US | Anmerkungen |
| ---- | ------------------------------------------- | --- | --- | ----------- |
| 1977 | Makin’ Magic                                | UK40 (3 Wo.)UK | — |             |
| 1978 | Putting It Straight                         | — | US70 (22 Wo.)US |             |
| 1978 | Heat In The Street                          | — | US99 (16 Wo.)US |             |
| 1979 | Pat Travers Band Live! Go For What You Know | — | US29 (22 Wo.)US |             |
| 1980 | Crash and Burn                              | — | US20 (25 Wo.)US |             |
| 1981 | Radio Active                                | — | US37 (15 Wo.)US |             |
| 1982 | Pat Travers’ Black Pearl                    | — | US74 (13 Wo.)US |             |
| 1984 | Hot Shot                                    | — | US108 (8 Wo.)US |             |

Weitere Alben
- 1976: Makes no Difference
- 1976: Pat Travers
- 1978: The Pat Travers You Missed Mini Album
- 1979: Live! Boom Boom (Out Go the Lights)
- 1980: Is This Love
- 1980: Evie
- 1983: Valley Girl
- 1985: Best of Pat Travers
- 1990: School of Hard Knocks
- 1990: Anthology Vol. 1
- 1990: Anthology Vol. 2
- 1991: Best of Pat Travers
- 1991: Boom Boom
- 1992: BBC Radio 1 "Live Konzert"
- 1992: Blues Tracks
- 1993: Just a Touch
- 1993: Hats Off to Stevie Ray Vaughan
- 1993: Fit for a King
- 1993: Songs from the Better Blues Bureau
- 1993: Masters of Metal
- 1994: Blues Magnet
- 1994: Cream of the Crop
- 1995: Animal Magnetism
- 1995: Halfway to Somewhere
- 1996: Lookin’ Up
- 1997: King Biscuit
- 1997: Summerdaze
- 1997: Whiskey Blues
- 1997: Best of Blues Plus Live
- 1998: King Biscuit
- 1998: Blues Tracks 2
- 2000: Don’t Feed the Alligators
- 2000: Boom Boom
- 2000: BBC Radio 1 Live
- 2001: Voices for America
- 2003: Etched in Stone
- 2003: Power Trio
- 2003: 20th Century Masters – Best of Pat Travers
- 2006: P.T. Power Trio Vol. 2
- 2006: Bazooka (mit Carmine Appice)
- 2010: Fidelis
- 2013: Can Do (Frontiers Records)
- 2015: Retro Rocket
- 2016: The Balls Album (mit Carmine Appice)

### Singles (Auswahl)
| Jahr | Titel                                   | Höchstplatzierung, Gesamtwochen, AuszeichnungChartsChartplatzierungen (Jahr, Titel, Platzierungen, Wochen, Auszeichnungen, Anmerkungen) | Anmerkungen |
| Jahr | Titel                                   | US | Anmerkungen |
| ---- | --------------------------------------- | --- | ----------- |
| 1979 | Boom Boom (Out Go The Lights) Boom Boom | US56 (7 Wo.)US |             |
| 1980 | Is This Love Crash and Burn             | US50 (7 Wo.)US |             |